# Eschborn-Frankfurt 2018
56. edycja wyścigu kolarskiego Eschborn-Frankfurt odbyła się 1 maja 2018 na trasie o długości 212,5 km. Start wyścigu miał miejsce w Eschborn, a meta we Frankfurcie nad Menem. Wyścig zaliczany był do światowego cyklu UCI World Tour.

## Uczestnicy
Na starcie tego klasycznego wyścigu stanęło 21 zawodowych ekip, 10 drużyn UCI World Tour i 11 profesjonalnych zespołów zaproszonych przez organizatorów z tzw. „dziką kartą”.
| Numery  | Kod | Drużyna                         |
| ------- | --- | ------------------------------- |
| 1-7     | UAE | UAE Team Emirates               |
| 11-17   | KAT | Team Katusha-Alpecin            |
| 22-27   | LTS | Lotto Soudal                    |
| 31-37   | SUN | Team Sunweb                     |
| 41-47   | QST | Quick-Step Floors               |
| 51-57   | DDD | Dimension Data                  |
| 61-67   | BOH | Bora-Hansgrohe                  |
| 71-77   | TFS | Trek-Segafredo                  |
| 81-87   | VFN | Nippo–Vini Fantini–Europa Ovini |
| 91-97   | ALM | Ag2r-La Mondiale                |
| 101-107 | TBM | Bahrain-Merida                  |

| Numery  | Kod | Drużyna                      |
| ------- | --- | ---------------------------- |
| 111-117 | RNL | Roompot-Nederlandse Loterij  |
| 121-127 | ABS | Aqua Blue Sport              |
| 131-137 | WGG | Wanty-Groupe Gobert          |
| 141-147 | COF | Cofidis                      |
| 151-157 | SVB | Sport Vlaanderen–Baloise     |
| 161-167 | FVC | Fortuneo–Samsic              |
| 171-177 | WVA | WB Aqua Protect Veranclassic |
| 181-187 | CCC | CCC Sprandi Polkowice        |
| 191-197 | VWC | Verandas Willems-Crelan      |
| 201-207 | GAZ | Gazprom-RusVelo              |

## Klasyfikacja generalna
| M-ce | Imię i nazwisko      | Kraj      | Drużyna                         | Czas       |
| ---- | -------------------- | --------- | ------------------------------- | ---------- |
| 1.   | Alexander Kristoff   | Norwegia  | UAE Team Emirates               | 5h 13' 24" |
| 2.   | Michael Matthews     | Australia | Team Sunweb                     | + 0"       |
| 3.   | Oliver Naesen        | Belgia    | Ag2r-La Mondiale                | + 0"       |
| 4.   | Andrea Pasqualon     | Włochy    | Wanty-Groupe Gobert             | + 0"       |
| 5.   | Sean De Bie          | Belgia    | Verandas Willems-Crelan         | + 0"       |
| 6.   | Grega Bole           | Słowenia  | Bahrain-Merida                  | + 0"       |
| 7.   | Sam Bennett          | Irlandia  | Bora-Hansgrohe                  | + 0"       |
| 8.   | Edvald Boasson Hagen | Norwegia  | Dimension Data                  | + 0"       |
| 9.   | Jan Tratnik          | Słowenia  | CCC Sprandi Polkowice           | + 0"       |
| 10.  | Juan José Lobato     | Hiszpania | Nippo–Vini Fantini–Europa Ovini | + 0"       |
|      |                      |           |                                 |            |
| 22.  | Łukasz Owsian        | Polska    | CCC Sprandi Polkowice           | + 7"       |
| 23.  | Paweł Poljański      | Polska    | Bora-Hansgrohe                  | + 7"       |
| 41.  | Patryk Stosz         | Polska    | CCC Sprandi Polkowice           | + 1' 12"   |
| DNF  | Michał Paluta        | Polska    | CCC Sprandi Polkowice           | –          |